# 普斯特茨
普斯特茨，是阿爾巴尼亞东南部科赤州的一个市镇。市镇面積为243.60平方公里，2011年人口数量为3,290人。
该市镇包括9个村庄，處於普雷斯帕湖西南岸。阿尔巴尼亚语和马其顿语同为该市镇的官方语言。

## 人口
据2011年人口普查数据，该市镇的居民中97%为马其顿族，96%的居民为东正教徒。